# Социалистический молодёжный фронт (Дания)
Социалистический молодёжный фронт (дат. Socialistisk UngdomsFront) — леворадикальная молодёжная организация в Дании, придерживающаяся революционно-социалистической и экологической ориентации. Создана в 2001 году на базе молодёжной сети Красно-зелёной коалиции и существовавшей с 1992 года независимой организации «Rebel» (Революционная социалистическая молодёжь), в которую в 1996 году влилось левое крыло молодёжи Социалистической народной партии — Независимые молодые социалисты. Общая численность СНФ — 1500 членов, представляющих 35 местных ячеек.
СМФ сотрудничает с представленной в Фолькетинге партией «Единый список — Красно-зелёная коалиция», но остаётся независимым от партийных структур, ориентируется на внепарламентскую и революционную деятельность. Включает широкий спектр молодых левых — демократических социалистов, традиционных коммунистов, троцкистов, анархистов и других. Фронт издаёт журнал «Frontalt» и внутренний информационный листок «Blomster og Barrikader» («Цветы и баррикады»). Высший орган СМФ — общенациональный съезд, созывающийся дважды в год. Выборы в коллективное руководство из 25 членов производятся раз в год по 9 человек (остальные избираются от местных ячеек и могут быть отозваны в промежутке между съездами).